# 苦槠
苦槠（学名：Castanopsis sclerophylla），为壳斗科锥属下的一个植物种。